# Devin Hester
Devin Hester (ur. 4 listopada 1982 w Riviera Beach, Floryda), amerykański zawodnik futbolu amerykańskiego grający na pozycji skrzydłowego oraz kick returnera. Studiował na Uniwersytecie Miami grając w drużynie tego college'u (Miami Hurricanes). Do ligi NFL wstąpił poprzez draft w 2006 roku. Został wybrany w drugiej rundzie z numerem 57 przez Chicago Bears, na pozycji cornerback. Bardzo szybko zrobił jednak karierę jako kick returner. Nazywany przez fanów "Windy City Flyer" (Lotnik z Wietrznego Miasta). W trakcie kariery występował w zespołach Chicago Bears, Atlanta Falcons, Baltimore Ravens, a od sezonu 2016 gra dla Seattle Seahawks. Należą do niego rekordy NFL w największej liczbie przełożeń po przyłożeń po returnie, zarówno w trakcie trwania kariery (20), jak i podczas jednego sezonu (6 w 2007 roku). Jest on również jedynym graczem w historii NFL, który zdobył touchdown po wykopie rozpoczynającym Super Bowl, podczas (Super Bowl XLI).
Najważniejsze osiągnięcia i nagrody:
- wybór do meczu Pro Bowl (2006, 2007)
- 2x All-Pro na uniwersytecie (2006, 2007)
- NFC Gracz Miesiąca (12/06)
- NFC Gracz Miesiąca Drużyn Specjalnych (x7)
- Nagroda Brian Piccolo(2006)
- ESPY Breakthrough Player of the Year (2007)